# Пилка

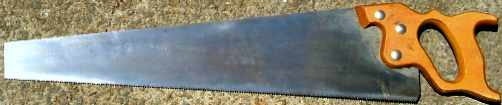
Пилка до дерева (ножівка)

Пи́лка, також пила́ — інструмент з множиною лез (зубів) для різання (розпилювання) твердих матеріалів (деревини, металу, пластику, каменю тощо). Також пилками називають інструменти, верстати і пристрої, що використовують пилку.

## Етимологія
Слово пилка походить з прасл. *pila (звідки також біл. піла, рос. і болг. пила, пол. рiɫа, чеськ. pila, словац. і словен. рíla), що вважається запозиченням з германських мов, пор. давн.в-нім. fîla, fîhala («напилок»), дав.-сакс. fîla, англ. file, нім. Feile. Споріднене з грец. πείκω («чешу», «стрижу», «дряпаю»), πικρός («гострий») і дав.-інд. piṃc̨áti («вирубує»). Також зіставляється з лит. peĩlis («ніж», співзвучне pielà, можливо є слов'янізмом), латис. peĩlis, прусськ. peile.

## Історія

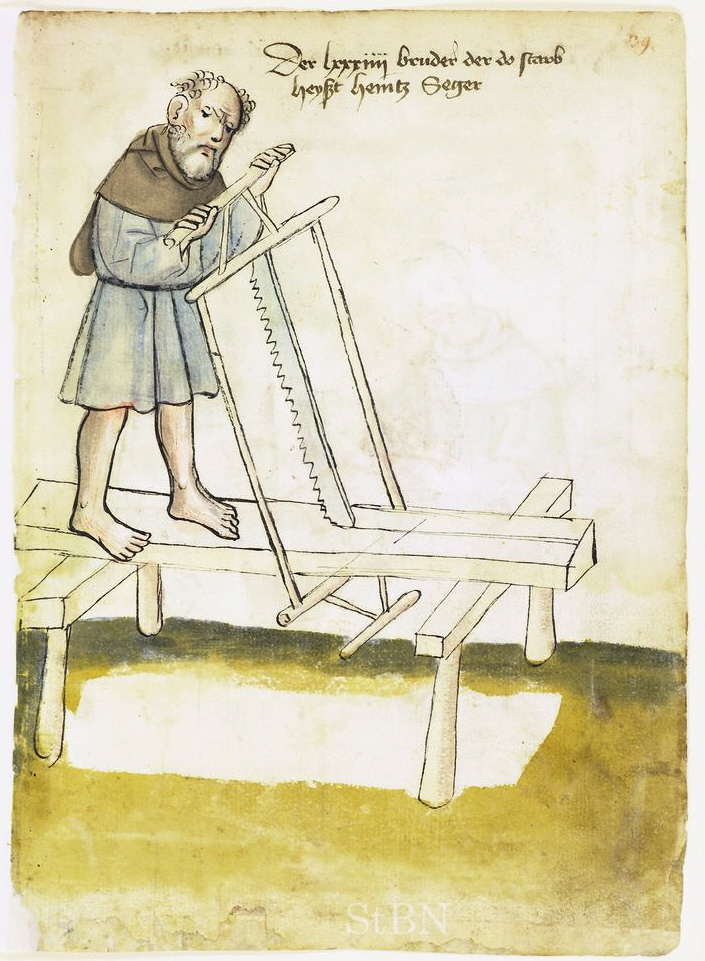
Розпилювання бруса, 1425 рік

Пилка є одним з прадавніх знарядь праці. Невеликі кременеві пилки застосовувалися вже в епоху неоліту (7-3 тис. років до н. е.)

## Загальний опис

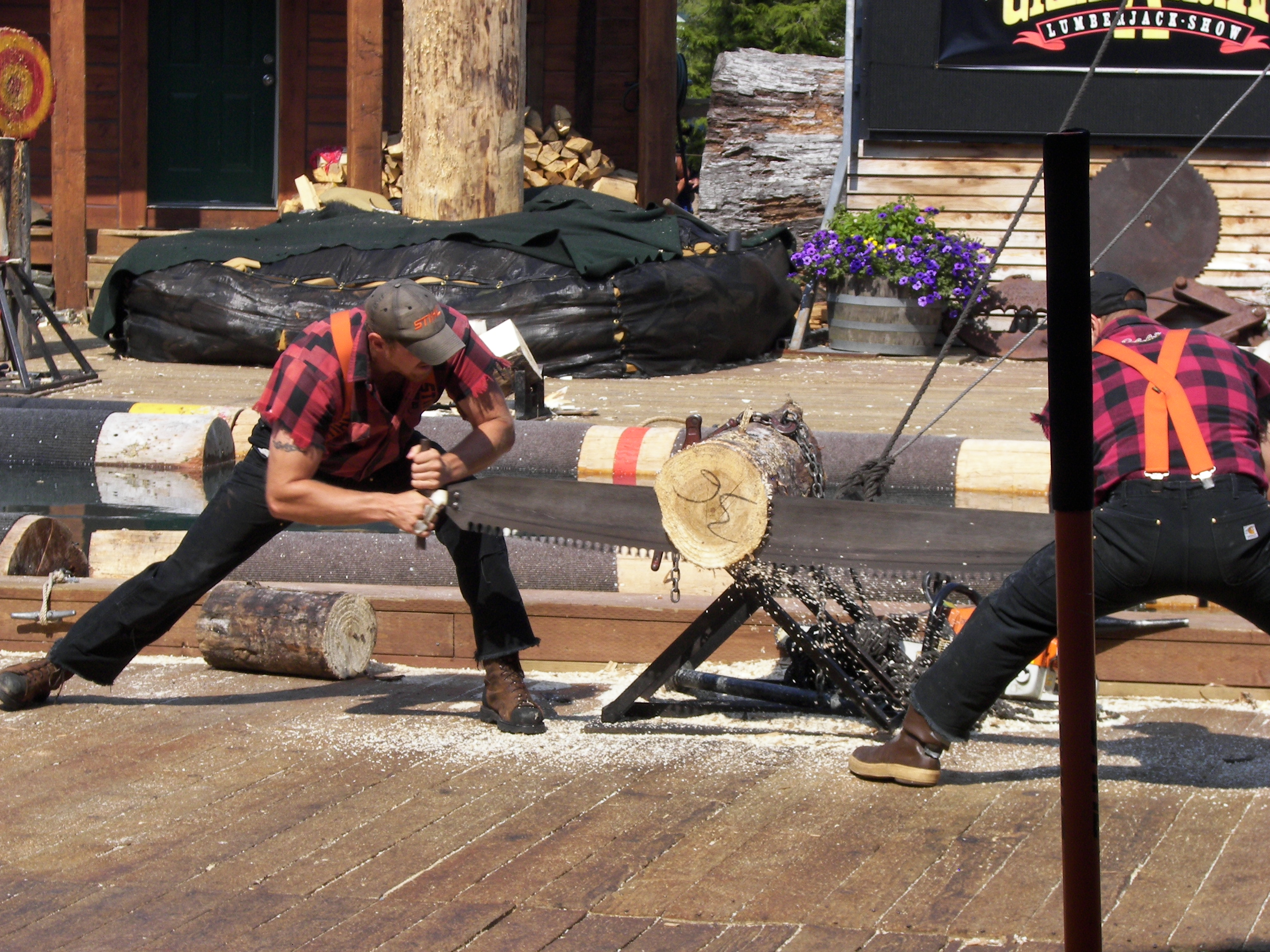
Пиляння дворучкою

Зазвичай пилку виготовляють у вигляді металевої пластини (чи набору елементів, як то ланцюгова пилка), на робочому прузі якої розташовані зубці. Проте існують пилки, різець яких зроблено на подобу абразивного напилення (наприклад алмазного — для різання каменю).
За характером руху розрізняють пилки:
- ножівкові, у тому числі лобзики, ланцюгові та струнні — довге вузьке полотно, що здійснює зворотно-поступальні рухи;
- дискові (циркулярні) — диск із зовнішнім різцем, що обертається на валу;
- стрічкові — у вигляді замкнутої гнучкої стрічки, натягнутої між двома валами, що обертаються;
- ланцюгові (застосовується в бензопилках) — окремий випадок стрічкової пилки;
- кільцеві — у вигляді подовженого кільця, що приводиться в дрилем.

Ручні пилки бувають дворучні і одноручні. За конструкцією інструменту розрізняють:
- кросневі — тонке полотно натягнуте між двома держаками;
- ножівка — саме полотно має достатню міцність і пружність, щоб утримувати форму.

Для запобігання заклинюванню, зуби пилки розводять через один (рідко застосовується «потрійна розводка») в різні боки, завдяки чому збільшується ширина розрізу. Для цього використовують спеціальний інструмент — розводку, у вигляді щипців, рідше сталевої пластини з прорізами. З цією ж метою зубам, в поперечному перерізі, надають форми трапеції, або розклепують їх. Залежно від матеріалу, для якого призначена конкретна пилка, підбирають оптимальну форму, довжину і ширину зубів, додаткові елементи (прорізи в дисках, накладки на зуби) і швидкість руху інструменту.
Ланцюгові та струнні пилки (в тому числі з нанесеним алмазним напиленням) використовуються в хірургії для пиляння костей. Завдяки своїй малій вазі і розмірові, такі пилки знайшли застосування в туризмі й комплектуванні військових.
При поперечному пилянні дерева, зуби пилки розривають волокна і розпушують розріз, через що деревина на місці зрізу здатна поглинати більше вологи. Там де це є небажане, (наприклад, при зведенні будівель з дерева) замість пилки використовують сокиру або долото.

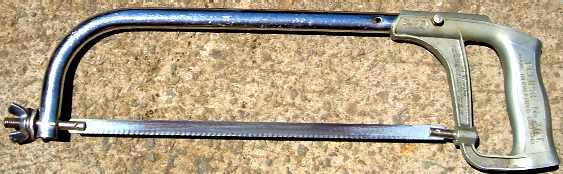
Кроснева пилка до металу
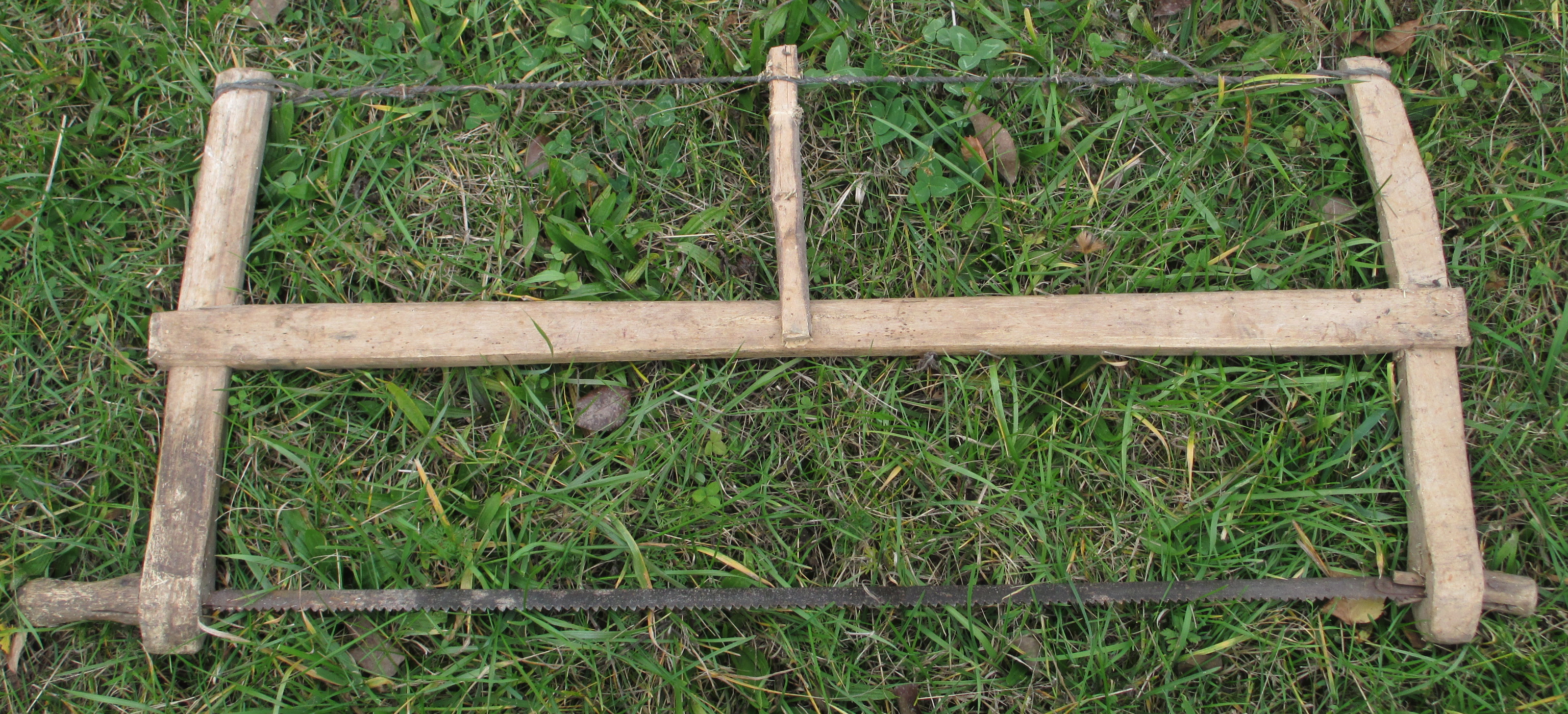
Кроснева пилка до дерева
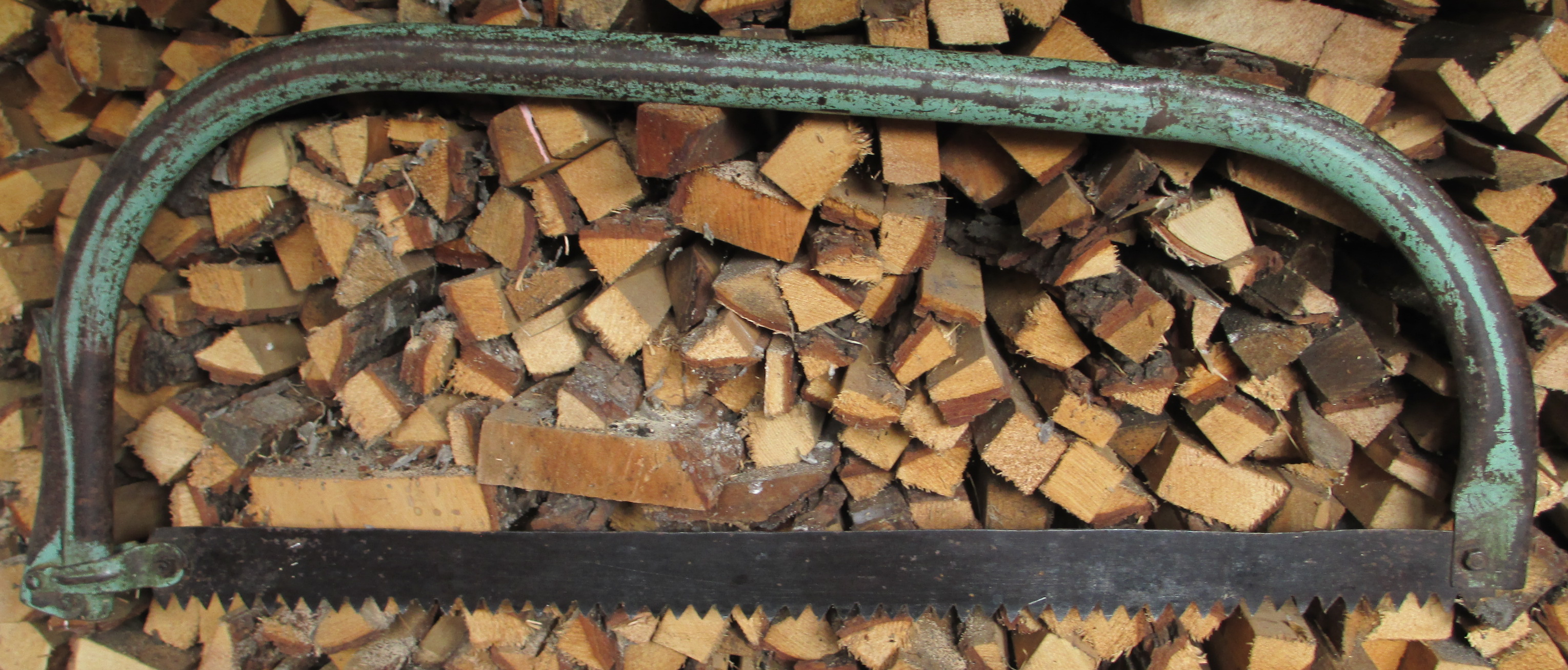
Корснева одноручка до дерева (каблук)
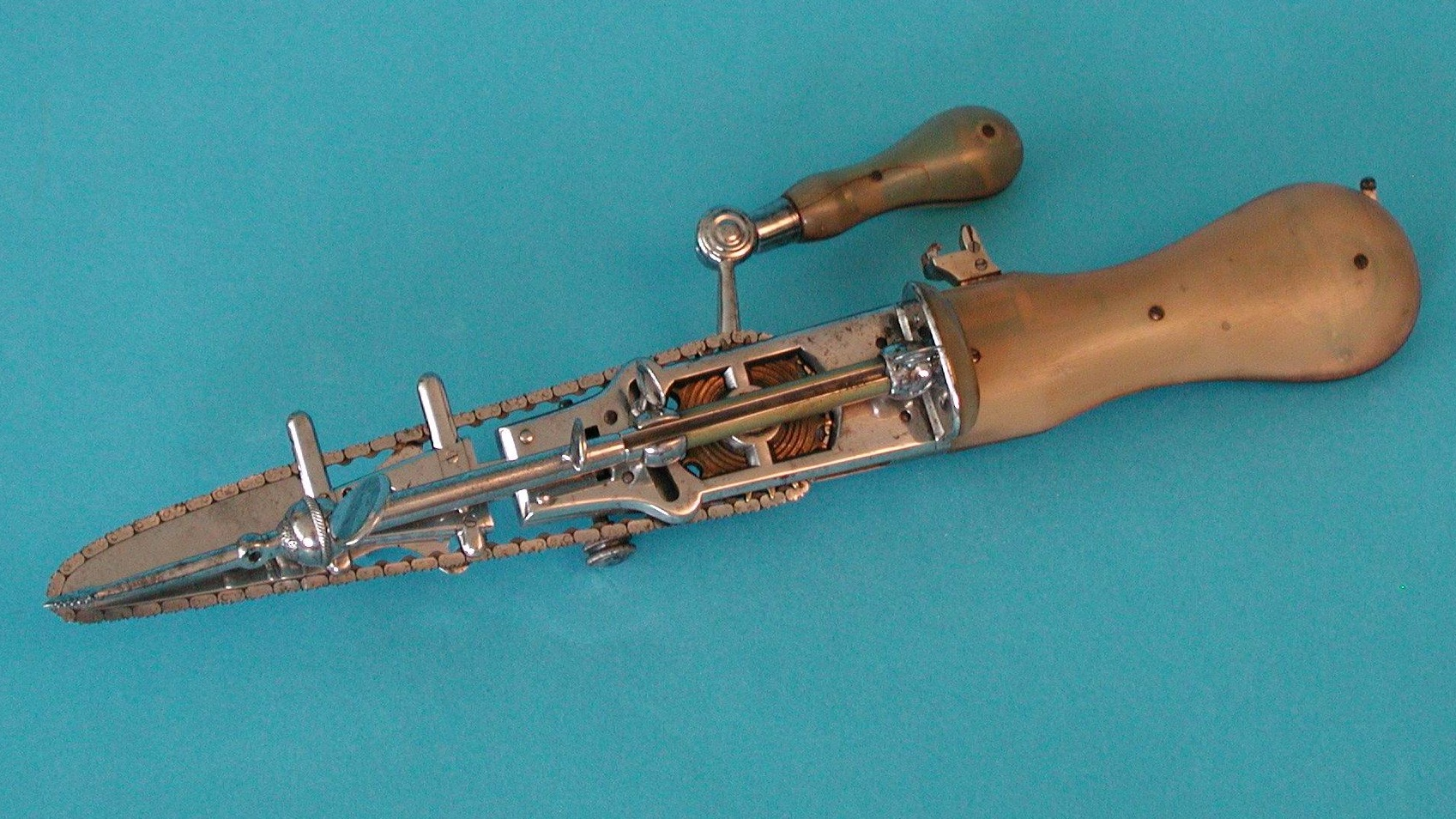
Ручна ланцюгова пилка для костей (остеотом)
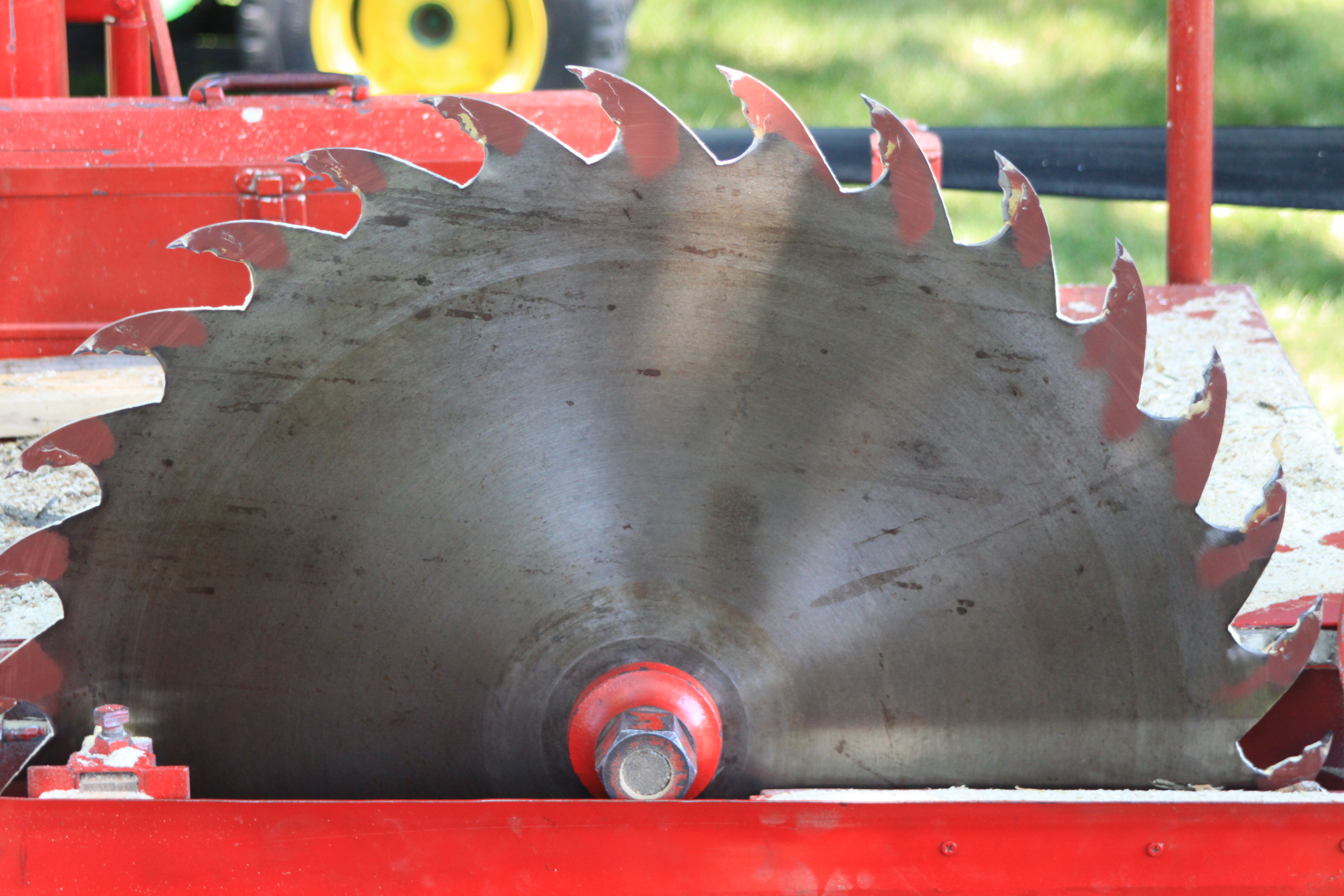
Циркулярна пилка (циркуляра) для дерева
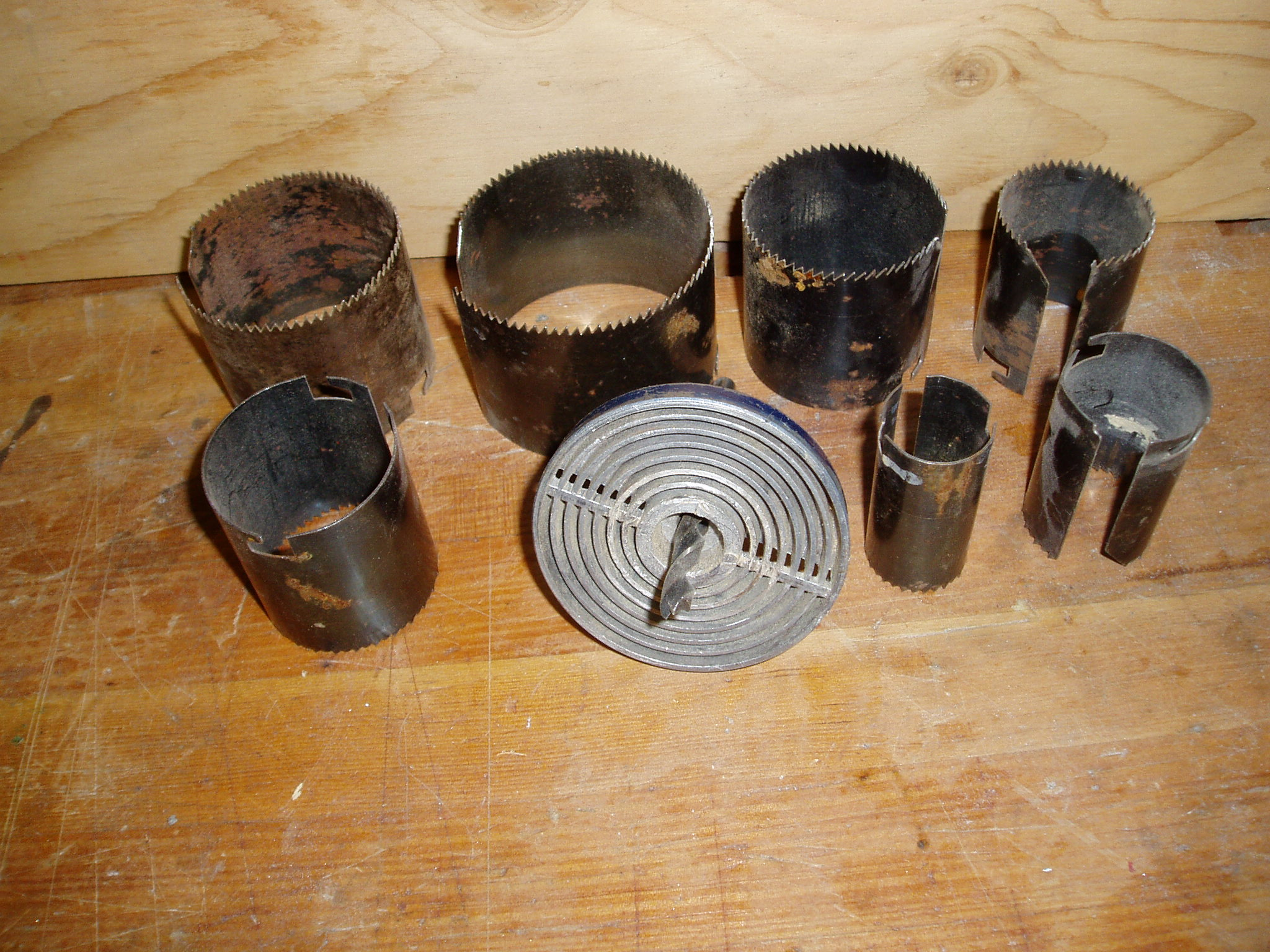
Кільцева пилка з набором насадок
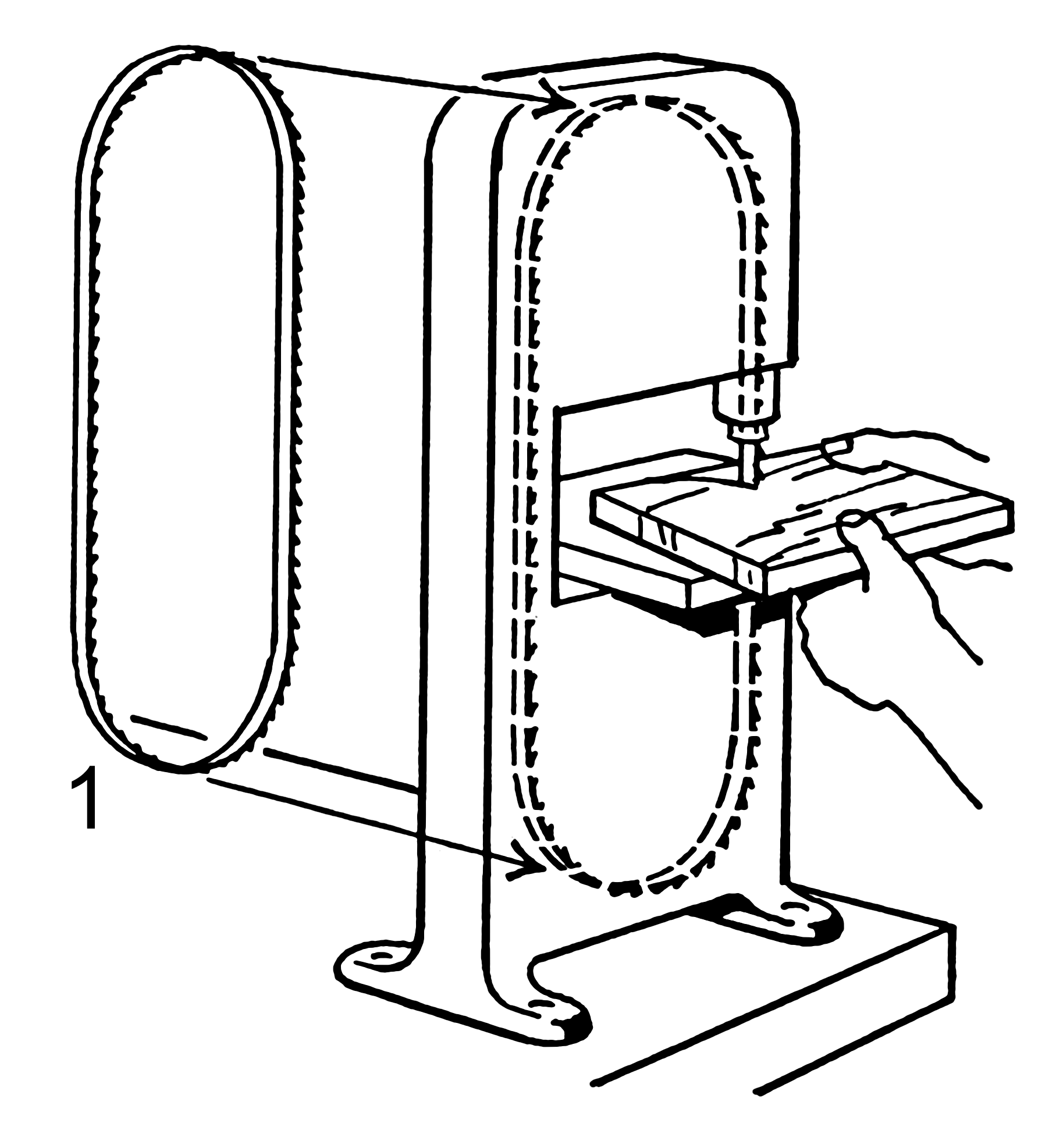
Схематичне зображення стрічкової пилки